# Notaden
Notaden é um gênero de anfíbios anuros, nativos da do centro e do norte da Austrália. Seus corpos têm forma redonda, a cabeça é curta e a pupila restrita a uma "fita" horizontal. Os braços são longos e as pernas, curtas. A pele é ligeiramente enverrugada e cheia de glândulas. As espécies desse gênero são similares aos sapos e são frequentemente confundidas com estes. São conhecidos por secretar líquidos venenosos pegajosos através das glândulas da pele, quando apertados. Os ovos são postos em correntes de água de forma parecida à de alguns sapos.

## Lista de espécies
De acordo com a edição 6.0 do Amphibian Species of the World, o gênero contêm quatro espécies:
- Notaden bennettii Günther, 1873
- Notaden melanoscaphus Hosmer, 1962
- Notaden nichollsi Parker, 1940
- Notaden weigeli Shea and Johnston, 1988